# أحمد عون الله إخلاصي
أحمد عون الله إخلاصي عالم ، صحفي ، إداري سوري من حلب( 1902 ـ 1972 م )
هو الشيخ الفاضل أبو محمد نزار ، أحمد عون الله بن الشيخ عبد الله أسعد إخلاصي الحلبي ..
 مولده
هو الشيخ الفاضل أبو محمد نزار ، أحمد عون الله بن الشيخ عبد الله أسعد إخلاصي الحلبي ..ويطلق عليه: الشيخ عون الله إخلاصي ، والشيخ عوني إخلاصي ، أيضاً .
```
ونشأ في أسرة حلبية قديمة ، عرفت برجال منها ، عملوا في مجال العلم الشرعي ، والأدب والقانون ، والطب والهندسة .. في 
حلب
 ، وفي 
دمشق
 الشام ..
```

وهم ينتسبون إلى جدهم ( محمد إخلاص دده ) ، الذي كان يقيم في التكية الإخلاصية ، في حي البياضة ،شرق القلعة ، منذ بضعة قرون ، والمدفون في مقبرة الصالحين ، أقدم مدافن مدينة حلب ..
كان الشيخ وحيداً لأبيه ، بالرغم من زواج والده المتعدد ، فإنه لم ينجب إلا ولداً ذكراً ـ هو المترجم ـ وابنتين ، إحداهما غير شقيقة ..

## رحلته إلى الأستانة
لم يلبث والده ، أن رحل به وبأمه إلى الأستانة ، عاصمة الخلافة العثمانية ، والتي كانت قبلة ، يتطلع إليها الناس آنذاك ، وكان والده الشيخ عبد الله ، يعمل في حقل المحاكم والقانون ، طلباً للرزق ، واستطاع خلال إقامته في الأستانة ، أن يوثق شجرة العائلة في كتاب ، وحصل على شهادات موقعة من كبار رجالات الدولة العثمانية وأعيانها وعلمائها .. الذين كانوا يترددون على دار السعادة ، دون انقطاع 

## وفاة والده
ويلقى الشيخ عبد الله أسعد مصرعه ، برصاص الخلاف الذي احتدم بين رجال السلطنة ، وبين رجال المعارضة ( أفراد من حركة الاتحاد والترقي ) ، وكان في الأربعين من عمره ..وغادرت الأم عائدة إلى حلب ، مع ابنها الصغير ، أحمد عون الله ، الذي لم يتجاوز الثامنة من عمره ..
وهكذا ابتدأ عصر الفقر ، بعد الانتقال من حال اليسر إلى حال العسر ، والذي أصبح أكثر قسوة ، بعد وفاة الأم بسنوات قليلة ، من وفاة الوالد ..فلجأ الفتى اليتيم ، إلى وظيفة دينية ، كانت من الموروث العائلي آنذاك ، وكان في السنة الثانية عشرة من عمره ، ونشبت الحرب العالمية الأولى واشتعل أوارها ( 1914ـ1918 م ) ، فأحالت المنطقة إلى ساحة من الخوف والجوع ، وكان ( السفر برلك ) يحصد الشباب ، وهو يسوقهم إلى ساحات الحرب سوقاً ، دون النظر إلى الأعمار ، ولما كان الفتى يبدو أكبر من سنه الحقيقي ، فقد قضى شطراً من تلك الحرب ، مختفياً في بيوت الأقارب ، كذلك حمته العمامة التي كان يلبسها ، إشارة إلى وظيفته الدينية ، من مآزق السوق الإجباري ،إلى الحرب ، التي لم يعد منها إلا القليل ..

## دراسته
```
التحق الشيخ 
بالمدرسة الخسروية
 ، ليتابع دراسته وتحصيله العلمي فيها ، والتي تؤهل خريجيها ، لتولِّي أعمال الإمامة والخطابة ، والوعظ والإرشاد ، والعمل في المحاكم الشرعية والإفتاء .. ولقد ساعدته الإعانة التي كانت تقدمها المدرسة لطلابها ، على مواجهة أعباء الحياة ، في حدودها الدنيا ، وتلقى العلم فيها على كبار علماء عصره ، لمدة ست سنوات ، ثم تخرَّج فيها ، حاملاً شهادتها الثانوية .. وكان من القافلة الثانية التي تخرجت من هذه المدرسة العريقة .. وذلك في عام 1927 م .
```

ودفعه طموحه المعرفي إلى استكمال ومتابعة دراسته الشرعية ، والتي غذَّتها مشاعر الإعجاب بالأفكار الدينية الإصلاحية التي قادها ونشرها الشيخان محمد جمال الدين الأفغاني ( الإيراني ) ، وتلميذه محمد عبده ..
✦ ولذلك اتجه إلى مصر ، وصوَّب نحو أزهرها المعمور ، الذي كان كعبة للعلم ، ومحجاً لطلاب العلم ومريديه ..
✦ولم تكن تكفه مدخراته الضئيلة ، في مواجهة الحياة الجديدة ، فأخذ يبحث عن عمل هناك ، وكان من جملة الأعمال التي زاولها ، مهنة ( الزنكو غراف ) ، عند سوري مقيم هناك .. إلا أن الحياة في القاهرة ، في بداية العشرينيات ، بالرغم من بساطتها ، وضآلة تكاليف المعيشة ، دفعته بعد فترة ، إلى العودة إلى حلب ، حاملاً الكثير من الطموح والآمال ..

## شيوخه
من شيوخه في المدرسة الخسروية:
العلامة الشيخ الفقيه أحمد الزرقاء ، والعلامة الفقيه الشيخ أحمد الكردي ( مفتي حلب )، والعلامة الورع الشيخ محمد سعيد الإدلبي ، والعلامة الشيخ الفقيه اللغوي محمد أسعد العبه جي ( مفتي حلب ) .. وغيرهم .
```
أقرانه:
```

وكان من أقرانه الذين تخرَّجوا معه في الخسروية:
العلامة الشيخ الفقيه اللغوي محمد ناجي أبو صالح ، والشيخ الدكتور محمد معروف الدواليبي ، والشيخ محمد أمين عيروض ، والشيخ عبد القادر الكوراني ، والشيخ محمد غازي التادفي ، والشيخ محمد خلوف التادفي ، والشيخ الصالح عمر البوشي ، والشيخ عبد الله الريحاوي .. رحمهم الله تعالى .

## أعماله
✦ كانت أول وظيفة ثابتة له ، تلك التي حصل عليها في القضاء الشرعي ، في مدينته حلب ، ثم ما لبث أن عُيِّن مديراً لأوقاف لواء الإسكندرونة ، والتي رحل عنها مع أسرته ، بعد المؤامرة الفرنسية ـ التركية ، على سلخ اللواء عن جسد الوطن ، وانتقل مديراً لأوقاف حمص ، مدينة ابن الوليد ، ومن بعدها حماة ، مدينة أبي الفداء
وكانت نهاية المطاف ، في بداية الأربعينيات ، في العودة إلى المدينة الأم ( حلب الشهباء ) ، والتي استقر فيها ، مديراً لأوقافها منذ العام 1941 م ، وحتى أحيل إلى التقاعد ، في العام 1962 م .
ولأنه كان طموحاً في الازدياد من العلم والمعرفة ، على الرغم من ظروفه المادية والاقتصادية ، فقد التحق بعد إحالته على التقاعد ، بفصل دراسي في دمشق ، لتعليم اللغة الفرنسية ، بعد أن أعلنت وزارة الأوقاف في بداية الستينيات ، عن برنامج جديد للوزارة ، بإيفاد متطوِّعين ، إلى أفريقية ، لتعميق مفهوم الإسلام ، في مجتمعات القارة السمراء ، التي يُراد لها أن تذوق مرارة الجوع ، والجهل ، والتخلف ، والأمراض ، دون عناية من المجتمع الدولي ، ثم توقف الشيخ عن المتابعة ، عندما أعلنت الوزارة ، عن إلغاء برنامجها.
وعاد إلى حلب حزيناً أسفاً ، على ضياع هذه الفرصة الذهبية ..
وفي نهاية العشرينيات ، كان رئيساً لتحرير مجلة ( الاعتصام ) الحلبيَّة الشهريَّة ، التي أصدرها صديقه الشيخ الشاعر عبد الله عتر ، والتي حاول فيها ، أن يُعبِّر عن آرائه الإصلاحيَّة ، وطموحاته الإسلامية والاجتماعية ، وهي المجلة التي استقطبت عدداً من العلماء والمفكرين ، المتطلعين إلى نمط جديد في منهج التفكير الإسلامي، وكان يكتب فيها نخبة من العلماء والأدباء ، على رأسهم الشيخ الفاضل الأديب محمد الحكيم ، والذي أصبح قاض لاعزاز ، ثم مفت لحلب فيما بعد .. ولم يطل عمر المجلة طويلاً ، فقد أوقفت بعد أكثر من سنتين من صدورها ، وذلك بقرار من الحاكم الفرنسي ..
خطب في الجامع الأموي الكبير بحلب ، وكانت خطبته غير تقليدية ، مما أثار حفيظة الاستعمار ( الاستخراب ) الفرنسي ، وعملائه ، فأوقف عنها ، بقرار من المدير العام للأوقاف الإسلامية ..
ثم انتقل بعد سنوات قليلة ، إلى جامع ( الصدِّيق ) بحي الجميلية ، واستمرَّ يخطب فيه ، لسنوات طويلة ، وذلك حتى وفاته رحمه الله ، وكانت خطبته الأسبوعية ، تستقطب جمعاً من المثقفين والمتعلمين ، ليتابعوا خطبه القصيرة وغير التقليدية ، والتي كانت تلامس الواقع ، وتعالجه بحكمة ..

## أسرته وأولاده
تزوج الشيخ عون الله ، من السيدة خيرية دبا جاويش ، التي أنجبت له عدداً من الأبناء ، وهم على الترتيب التالي: محمد نزار ، وأحمد عدنان ، ووليد ، وهند .. وأشهرهم ، الأديب الروائي المسرحي وليد إخلاصي ، ( 1935 م ـ ... ) الذي درس العلوم الزراعية في الإسكندرية بمصر ، ويعمل في المؤسسة العامة لحلج وتسويق القطن بحلب .. وله مؤلفات عديدة ..ثم المهندس المعماري الأستاذ أحمد عدنان إخلاصي ، رحمه الله ، الذي أطلق اسمه على أحد شوارع أحياء حلب الحديثة ، وكان له عناية بالفن التشكيلي ..
ولم يمتلك الشيخ عَوْن الله ، داراً أو أملاكاً في حياته ، سوى راتبه الوظيفي ، الذي كان ينفقه على أسرته .. ومع ذلك فقد كان يسعى لتعليم أولاده ، والدفع بهم نحو العلم والمعرفة ، التي كانت شعاره الدائم ، الذي يرفع لواءه ، داخل البيت وخارجه ، وكان الدين عنده ، هو المعرفة التي بها يكون الاقتراب من الله تعالى أقوى وأكثر .. وكانت علاقته بأولاده ، علاقة عطف وحنان .. وكأنه صديق لهم ، بحيث يبدي كل منهم رأيه بحرية.
صفاته
كان الشيخ منفتحاً على الآخر ، يحاوره ويُصْغي إليه ، ويستفيد منه ما يوافق تعاليم الدين وأخلاقياته ، وكان ينزع إلى الديمقراطية والجانب الأخلاقي من الفكر الإشتراكي ، وأهمية الحوار والإصغاء إلى الآخر ، مما سبب له ذلك ، من انتقادات من علماء دين ورجال سياسة .. واحتج عليه بعض أقرانه ، من إلحاقه ابنته الوحيدة ( هند ) ، بمعهد اللاييك الثانوي المختلط ، وكانت حجته في ذلك : أنَّ على المرأة احتلال مكانتها الاجتماعية اللائقة بأهميتها ككائن حر وشريك للرجل في بناء المجتمع ..

## وصيته
كانت وصيته التي كشف عنها بعد وفاته ، لا علاقة لها بالمال ، لأنه لم يكن يملك من الدنيا ، إلا راتبه التقاعدي ، الذي كان يصرفه على أسرته ، إلا أن وصيته لأبنائه ، كانت تحمل دعوة صريحة ، إلى التماسك والتعاون بين أفراد الأسرة ، والاستمرار في صلة الأرحام ، ومساعدة الأقارب ، في مواجهة أعباء الحياة ، والابتعاد عن الحزبيَّة بكل أشكالها ، القبلية والعشائرية ، وأن حب الوطن والانتماء إليه هو البديل ، وأكد في وصيته ، على النفور من التعصب ، بكل أشكاله وألوانه ، وأن العطاء للآخرين ، هو التجلي الأمثل للسعادة ..

## وفاته
توفي الشيخ في عام ( 1972 م ) ، محزوناً ومأسوفاً عليه ، بعد رحلة من العطاء وخدمة الأمة والمجتمع ..
وشيع إلى مقبرة الصالحين بحلب ، حيث دفن فيها .